# Präzisionsanflugradar

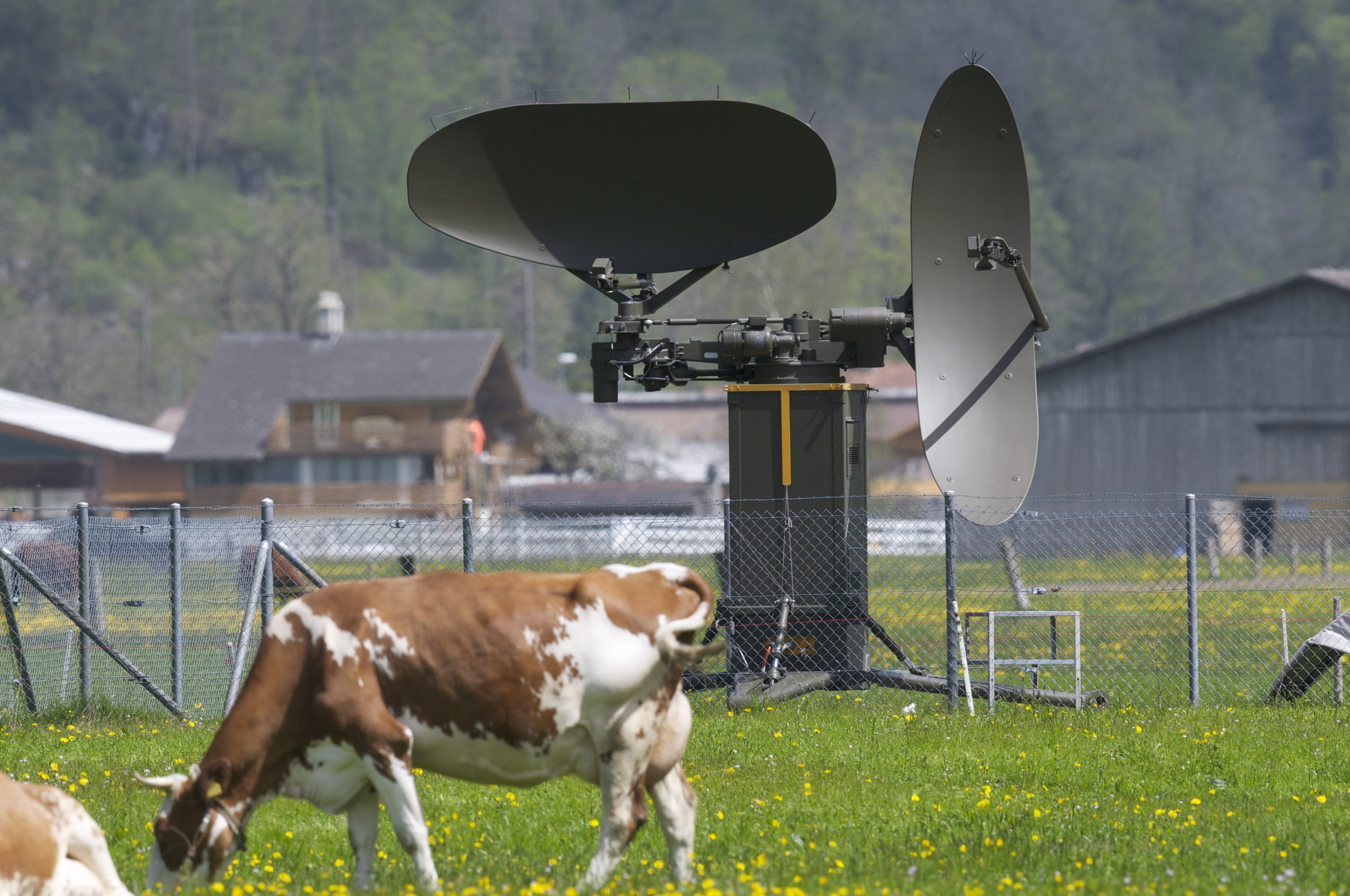
Präzisionsanflugradar AN/FPN-36 auf dem Schweizer Militärflugplatz Meiringen, links Antenne für den Kurs rechte Antenne für den vertikalen Gleitweg

Das Präzisionsanflugradar (PAR, engl. Precision Approach Radar) ist eine spezielle Form der Primary Surveillance Radar (PSR, Primär Radar) Radar-Sensoren, mit dem der Landeanflug eines Flugzeuges durch zwei separate PSR-Sensoren präzise im Höhen- und im Seitenwinkel erfasst wird. Ursprünglich wurde jeweils ein mechanisch horizontal schwenkender PSR-Spiegel, der dabei links und rechts von der verlängerten RWY-Centerline (Run Way, Landebahnmittellinie) scant, während der in der gleichen Richtung ausgerichtete mechanisch vertikal scannende PSR-Antennenspiegel zwischen oberhalb und unterhalb eines definierten Gleitwegs schwenkt. 7.8, p.248 ff.
PAR mit mechanisch scannenden Antennen sind sogenannte mscan PAR (engl. mechanical scanning PAR, dt. mechanisch scannendendes PAR) die später durch die ohne mechanische Komponenten auskommenden escan PAR (engl. electrical scanning PAR, dt. elektronisch scannendes PAR) ersetzt wurden. Die Strahlschwenkung erfolgt bei escan PAR durch Beam Steering (dt. elektrische Strahlschwenkung) in einer escan Phased-Array-Antenne.
Für Nutzung in der zivilen Luftfahrt hat die ICAO die Anforderungen für PAR-Sensoren in ICAO Annex 10, Volume I spezifiziert. Nr. 3.2, und Att.C Nr.4
Im Gegensatz zu einem Surveillance Radar Approach Nr. 8.9.7.1 ist ein Precision Radar Approach (dt. Präzisions-Radar-Anflug) Nr. 8.9.7.2 ein Präzisions-Anflugverfahren. Beide Anflugverfahren sind in ICAO Doc-4444 definiert. Die von einem PAR-Sensor gelieferten Ziel-Informationen werden dem Precision Radar Approach Controller (dt. Präzisions-Radar-Anflug-Lotsen) auf einem Display dargestellt. Die Position des Luftfahrzeugs wird dem Precision Radar Approach Controller einmal auf dem Gleitweg und einmal bezogen auf die verlängerte Mitte der Landebahn bis zum Aufsetzpunkt dargestellt. Der Precision Radar Approach Controller leitet den Luftfahrzeugführer über VHF-Sprechfunk bis zur Landung.

## Historie
Das PAR wurde im Zweiten Weltkrieg dazu entwickelt, die vom Einsatz heimkehrenden Piloten auch bei schlechten Wetterverhältnissen sicher zur Landung zu führen. Für dieses System ist außer der VHF- oder UHF-Sprechfunkausrüstung keine zusätzliche Ausrüstung im Luftfahrzeug notwendig.
Die usrprüngliche Bezeichnung war Ground Control of Approach system oder abgekürzt GCA. 7.8, p.248 ff. Das noch im 2. WW verwendete AN/MPN-1 war als mobile Einheit ausgeführt und bestand aus 2 PSR-Radarsensoren, einem 10 cm Such-Radar das jedoch nur dem Heranführen der Luftfahrzeuge in den Anflugbereich diente und aus zwei 3 cm Radaren die den eigentlichen Radarsensor bildeten, den man heute als PAR bezeichnet. Der Elevation Scan Beam hatte eine Reichweite von 10 NM und hatte bezogen auf die Anfluggrundlinie eine Breite von ±1,75° und vertikal zwischen 0° bis 7° scannte, wobei der Beam eine horizontale Breite von 3,5° und vertikale Höhe von 0,5° besaß. Der Azimuth Scan Beam hatte eine Reichweite von 10 NM und scante bezogen auf die Anfluggrundlinie über eine Breite von ±10°, wobei der Beam eine horizontale Breite von 0,85° und eine vertikale Höhe von 0 bis 2° besaß. 7.8, Fig.7-37
Nach Kriegsende wurde das PAR nach einigen Weiterentwicklungen auch in der Zivilluftfahrt für GCA (Ground Controlled Approach) eingesetzt, für das ein PAR- und ein SRE-Sensor (engl. Surface Radar Element) meist ein ASR-Sensor (engl. Airport Surveillance Radar) benötigt wird. Nr. 3.2, und Att.C Nr.4, Nr. 8.9.7.2, chpt.7
Die ehemalige BFS (Bundesanstalt für Flugsicherung) entschied sich 1954 für den Kauf des Bendix GCA Systems für die Flughäfen in Frankfurt und Hamburg, später folgten GCA-Anlagen für die Flughäfen Düsseldorf, Hannover und München von Telefunken. S.31 ff
In den 1960er Jahren wurden für Präzisions-Anflüge die Precision Radar Approaches in der Zivilluftfahrt zunehmend durch auf dem ILS-System (Instrument Landing System) Nr. 3.1 basierenden ILS Precision Approach ersetzt. Weitere von ICAO spezifizierte Flungnavigationsfunksysteme für Präzisions-Anflüge sind MLS (Microwave Landing System) Nr. 3.11 und GBAS (Ground Based Augmentation System), Att.-D-37 welche aber nur vereinzelt in Europa verfügbar sind.
Nach circa 1990 wurden in Europa je nach Land die alten militärischen PAR-Sensoren entweder erneuert oder refurbished und/oder durch ILS- oder MLS-Systeme ergänzt. Anders als beim PAR müssen Luftfahrzeuge mit  ILS-, MLS- oder GBAS-Empfängern ausgerüstet werden. Alle ILS- und MLS-Systeme erfüllen die Anforderungen des ICAO-Standards Annex 10 Volume I. In Europa verbleiben nur noch wenige MLS-Systeme in Betrieb. Die Zahl der (militärisch) genutzten ILS-Systeme, oft gepaart mit einem DME, stieg dafür in den letzten Jahrzehnten in Europa weiter an. 

## Verfahren
Das PAR ist Teil eines Gesamtsystems, das unter dem Namen GCA (Ground Controlled Approach) bekannt ist und bei ICAO als Precision Radar Approach standardisiert ist. Nr. 3.2, und Att.C Nr.4, Nr. 8.9.7.2
Precision Radar Approach an militärischen Flugplätzen mit ziviler Mitnutzung steht auch zivilen Luftfahrzeugen, die diese Plätze anfliegen, zur Verfügung, erfordert aber eine Zusatzausbildung der Luftfahrzeugführer für die Landung. Zum Precision Radar Approach gehört außer einem PAR-Sensor i. d. Regel auch ein SRE-Sensor (Surface Radar Element), meist ein ASR (Aerodrome Surveillance Radar).
Der Precision Radar Approach Controller am PAR-Sichtgerät übernimmt ein Luftfahrzeug, das von einem anderen Fluglotsen mittels SRE in den Endanflugsektor (ca. 18 km) geführt wurde. Ab diesem Punkt wird der Pilot mit Kursinformationen und Sinkfluginformationen verbal zur Entscheidungshöhe geführt. An der Entscheidungshöhe muss der Pilot die Landebahn so sehen können, dass eine Landung nach Sicht möglich ist. Mit einem PAR werden Anflüge bis zur Kategorie I (CAT I), d. h. bis 200 ft Entscheidungshöhe und 550 m (Horizontalsicht) durchgeführt.
ICAO spezifiziert Precision Radar Approach und Missed Approaches in ICAO DOC-4444. Nr. 8.9.7.2 Der Precision Radar Approach Controller muss beim Anflug das Luftfahrzeug in nicht weniger als 1 NM von dem Punkt, an dem das Luftfahrzeug den Anfang des Gleitwegs kreuzt, übergeben worden sein.

## Referenzdokumente und Einzelnachweise
1. 1 2 3  Radiation Laboratory Series, Massachusetts Institute of Technology, Radar Aids to Navigation, John S. Hall, ed.1, 1947.
2. 1 2  Scanning Pencil Beam Precision Approach Radar, R. E. Johnson, Electrical Communication, 1984.3, S.299. (worldradiohistory.com [PDF]).
3. 1 2 3 4 5 6  ICAO, International Standards and Recommended Practices, Volume I, Radio Navigation Aids, Annex 10, Edition 8, July 2023. (icao.int).
4. 1 2 3 4 5  ICAO, Procedures for Air Navigation Services, Doc-4444, Air Traffic Management.
5. ↑  ICAO, Doc-8071, Volume I, Edition 4,  Manual of Testing of Radio Navigation Aids, Volume I, Testing of Ground-Based Radio Navigation Systems, 2000.
6. ↑  Die Radartechnik bei AEG-Telefunken, Helmut Bürkle, N 191.904.0.
7. ↑  ICAO, Doc-8071, Volume II, Edition 1,  Manual of Testing of Radio Navigation Aids, Volume III, Testing of Surveillance Radar Systems, 1998.